# Spalthütte
Eine Spalthütte ist ein Gebäude nahe einem Schieferbruch oder Schieferbergwerk, in dem die unter Tage gebrochenen Schieferplatten weiterverarbeitet werden. Der Schiefer wird auf Plattenwagen vom Gewinnungsort in die Spalthütten transportiert. Dort sägen, behauen, schaben und spalten die Spalter genannten Arbeiter die Schieferplatten an langen Bänken den Schiefer in die für den nächsten Arbeitsschritt, dem Zurichten, notwendige optimale Dicke von durchschnittlich 5 mm. Das gelingt nur mit Schiefergestein, welches rein von Gesteinsstörungen ist, da die Platten sich sonst gar nicht erst spalten lassen würden oder zerbrechen könnten.
Vom Spalter gelangt der Rohschiefer zum Zurichter. Dieser bringt den Schiefer mit Hilfe von Schablonen oder nach Augenmaß in traditionelle Formen, wie sie ein Dachdecker beispielsweise für die Altdeutsche Deckung benötigt.